# Duplachionaspis subtilis
Duplachionaspis subtilis är en insektsart som beskrevs av Borchsenius 1958. Duplachionaspis subtilis ingår i släktet Duplachionaspis och familjen pansarsköldlöss. Inga underarter finns listade i Catalogue of Life.